# Толстянка округлая
Толстянка округлая (лат. Crassula orbicularis) — вид суккулентных растений рода Толстянка (Crassula) семейства Толстянковые (Crassulaceae), произрастающий на территории ЮАР (Капская провинция и Квазулу-Натал).
Растение пользуется особым вниманием благодаря своим розеткам, которые могут быть образованы как на пазухах старых листьев, так и на длинных столонах.

## Название
Родовое латинское название Crassula произошло от латинского слова crassus, что означает «толстый», в связи с наличием сочных листьев у представителей рода.
Видовой латинский эпитет orbicularis происходит от лат. orbiculus — «кружок»; «округлый».

## Описание
Многолетники высотой до 25 см во время цветения, с небольшим или большим количеством розеток, с листьями расположенными по спирали, и старыми листьями, остающимися прикрепленными к стеблям. Листья от обратноланцетных до узкоэллиптических или редко обратнояйцевидных, 15-80(-100) x 5-20(-26) мм, острые, голые, слегка мясистые, от зелёного до коричневатого, иногда с оттенком розового до красного по краям и к вершине.
Соцветие — верхушечно-удлиненный тирс, иногда колосовидный, с многочисленными дихазиями и цветоносами длиной 5-20 см. Чашечка имеет доли от треугольных до ланцетных, длиной 1-3 мм, обычно с закругленными или тупо заостренными вершинами, голые, за исключением краевых ресничек, несколько мясистые, от зелёного до красного цвета. Венчик трубчатый, сросшийся в основании на 0,2-0,5 мм, от белого до бледно-желтого, часто с розовым или красновато-коричневым оттенком. Тычинки с желтыми пыльниками и чешуйками 0,4-0,8 х 0,2-0,6 мм, усеченные или слегка выемчатые, едва мясистые, от бледных до ярко-желтых.

## Таксономия
Crassula orbicularis L., первое упоминание в Sp. Pl.: 283 (1753).

### Синонимы
Гомотипные (основанные на одном и том же номенклатурном типе):
- Crassula orbicularis var. rosularis (Haw.) G.D.Rowley (2003)

Гетеротипные (основанные на разных номенклатурных типах):
- Crassula orbicularis var. rosularis (Haw.) G.D.Rowley (2003)
- Crassula rosularis Haw. (1821)
- Crassula sediodes Mill. (1768)
- Sedum rosulare (Haw.) Kuntze (1898)